# Rotteck-Gymnasium Freiburg
Das Rotteck-Gymnasium ist ein allgemeinbildendes Gymnasium in Freiburg im Breisgau.

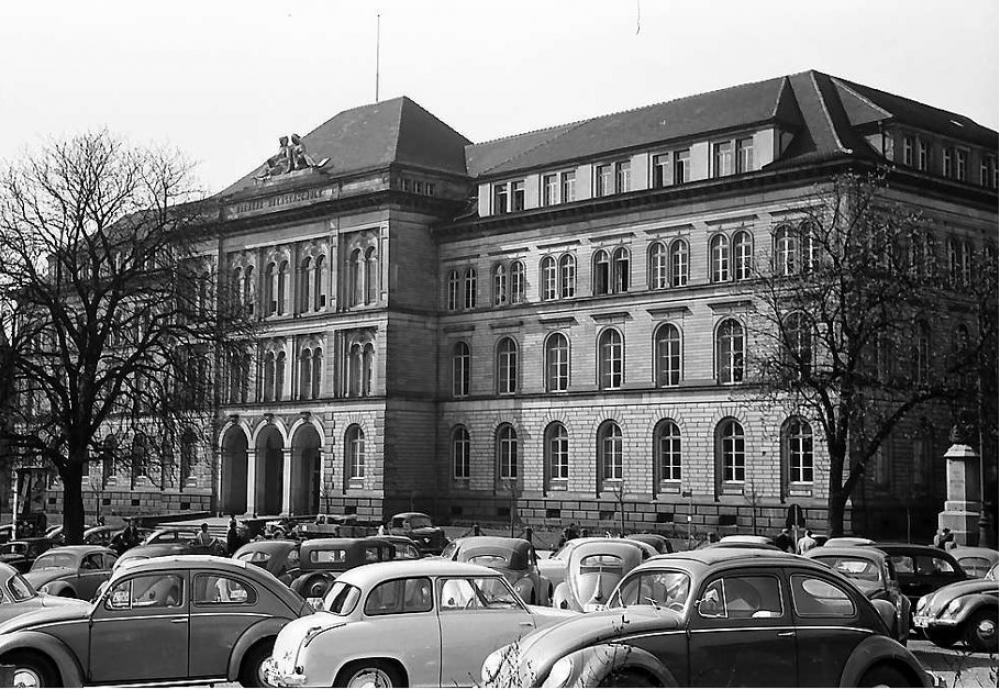
Rotteck-Gymnasium Freiburg (1956)

## Geschichte
Das Freiburger Rotteck-Gymnasium wurde am 7. Juni 1841 als höhere Bürgerschule eröffnet. Standort war das heutige Augustinermuseum, im ersten Schuljahr gab es 29 Schüler. Im Folgejahr zog die Schule in das heute nicht mehr erhaltene Predigertor am Fahnenbergplatz. 1864 wurde der Sitz der Schule ins Schwarze Kloster verlegt. 1874 wurde ein von Heinrich Lang erstellter Neubau im Stil der Neorenaissance am heutigen Platz der Alten Synagoge in der Werderstraße bezogen. Seit 1884 wurde die Schule als Realschule, seit 1894 als Oberrealschule bezeichnet, um sie mit ihrem verstärkt naturwissenschaftlichen Profil von den sogenannten Lateinschulen abzugrenzen.
1905 hatte die Schule 1034 Schüler. Es wurde eine Filiale gegründet, aus der sich das heutige Kepler-Gymnasium entwickelte. Im Ersten Weltkrieg wurde die Schule als Lazarett genutzt, der Unterricht fand in Räumen der Universität und des Ursulinenklosters statt.
1920 erhielt die Schule den neuen Namen Rotteckschule – nach dem Freiburger Staatswissenschaftler, Historiker und Politiker Karl von Rotteck (1775–1840), der schon zu Anfang des 19. Jahrhunderts die Gründung einer Bürgerschule gefordert hatte, in der nach französischem Vorbild Bildung vor allem auch im Bereich der Naturwissenschaften angeboten werden sollte. Von 1937 mit kurzer Unterbrechung bis 2015 hatte auch das Rotteckdenkmal in Reichweite von Schule und Universität seinen Platz.
Im Zweiten Weltkrieg musste der Unterricht wegen Beschlagnahme des Schulgebäudes wieder in andere Freiburger Schulen ausgelagert werden. Das Schulgebäude wurde beim Luftangriff auf Freiburg am 27. November 1944 schwer beschädigt. Der Unterricht wurde nach Kriegsende im davon nicht betroffenen Friedrich-Gymnasium fortgeführt, wo sich 3000 Schüler die Räume im Schichtdienst teilen mussten. 1951 konnten die Rotteck-Schüler ins wiedererrichtete Schulgebäude in der Werderstraße zurückkehren. 1970 erfolgte der Umzug in den Neubau in der Lessingstraße. Anstelle der abgerissenen Schule wurde der Vorgängerbau der heutigen Universitätsbibliothek errichtet.

## Fächerangebot und -schwerpunkte
Das Rotteck-Gymnasium pflegt heute vor allem ein sprachliches, naturwissenschaftliches und sportliches Profil. Das Fremdsprachenangebot umfasst Deutsch, Englisch, Französisch, Italienisch und Latein und bietet mit einem bilingualen Englisch-Zug eine Besonderheit.
Im MINT-Bereich gibt es neben den normalen Fächern die Profilfächer Naturwissenschaft und Technik und IMP (Informatik, Mathematik, Physik) und die Mitarbeit im Freiburg Seminar für Mathematik und Naturwissenschaften.
Schon ab der fünften Klasse können sich Schüler um die Aufnahme in den Sportschwerpunkt-Zug bewerben. Die Schüler erhalten in der Unterstufe zusätzlichen Sportunterricht und können ab der 8. Klasse Sport als Kernfach belegen. Es gibt eine intensive Kooperation mit der Fußballschule des SC Freiburg, dem Olympiazentrum Freiburg und anderen Sportvereinen, wobei ein Teil der Kernfachleistungen in externem Training nachgewiesen werden kann. Sporttalenten wird so ermöglicht, Leistungssport mit einer auf die allgemeine Hochschulreife ausgerichteten breiten schulischen Bildung zu vereinbaren. Die Schule ist dem Sportinternat Freiburg, einer Eliteschule des Sports, angeschlossen.
Die Schule bietet über den geistes-, gesellschafts-, wirtschaftswissenschaftlichen und künstlerischen Bereich hinaus vielfältige Angebote für Arbeitsgemeinschaften auch im sozialen und ökologischen Bereich.

## Bekannte ehemalige Lehrkräfte und Schüler

### Lehrer
- Joseph Frick (1806–1875), Mediziner, Pädagoge und Mitglied der Zweiten Kammer der Badischen Ständeversammlung
- Johann Baptist von Weiß (1820–1899), Historiker, Schriftsteller und Hochschullehrer
- Albert Kuntzemüller (1880–1956), Gymnasialprofessor, Oberrealschuldirektor und Eisenbahn-Historiker
- Friedrich Schaub (1887–1957), Pädagoge, Historiker und Archivar der Universität Freiburg

### Schüler
- Heinrich Brenzinger (1879–1960), Bauunternehmer und Kunstförderer
- Otto Hermann Krayer (1899–1982), deutsch-US-amerikanischer Pharmakologe
- Hans Geiges (1904–1988), Architekt und Stadtplaner
- Herbert Zimmermann (1917–1966), Radio-Reporter
- Franz Laubenberger (1917–1993), Archivar
- Fred Mayer (1921–2016), deutsch-US-amerikanischer Spion
- Herbert Falk (1924–2008), Pharma-Unternehmer
- Eugen Theodor Martin (1925–2010), Unternehmer und Politiker
- Bertold Hummel (1925–2002), Komponist
- Peter Reinelt (1939–2010), Pädagoge und Politiker
- Jürgen Todenhöfer (* 1940), Politiker, Publizist und Medienmanager
- Günter Schrempp (* 1942), Politiker
- Bert Kaeser (* 1943), Archäologe
- René Perraudin (* 1947), Filmregisseur und Filmproduzent
- Peter Kalchthaler (* 1956), Kunsthistoriker
- Ekkehart Meroth (* 1957), Jurist und Hochschullehrer
- Dietmar Dath (* 1970), Autor, Journalist und Übersetzer
- Daniela Evers (* 1971), Politikerin (Bündnis 90/Die Grünen)
- Michael Bosnjak (* 1971), Universitätsprofessor (Psychologie)
- Alexander Schwolow (* 1992), Fußballspieler
- Adrian Furtwängler (* 1993), Politiker (Die Linke)
- Sebastian Kerk (* 1994), Fußballspieler
- Satou Sabally (* 1998), Basketballspielerin
- Moritz Knapp (* 1999), Schauspieler

## Anbindung
Das Rotteck-Gymnasium befindet sich nahe der Haltestelle Mattenstraße der Straßenbahnlinie 5. Entlang der Straßenbahn verläuft auch der FR 6. Eine Station des Fahrradverleihsystems Frelo befindet sich an der Kronenbrücke auf der anderen Seite der Dreisam.

## Trivia
Während der Sommerferien wurden 2015 am Rotteck-Gymnasium mit 30 Schülerinnen und Schülern als Statisten auf dem Pausenhof und im Fahrradkeller Szenen für den Tatort: Fünf Minuten Himmel gedreht.